# Éthoxypentane
L'éthoxypentane est un éther.